# Tour of California (kobiecy) 2016
2. edycja kobiecego, etapowego wyścigu kolarskiego Tour of California odbyła się w dniach 19–22 maja 2016 roku w Kalifornii, w Stanach Zjednoczonych. Liczyła cztery etapy o łącznym dystansie 318,3 km.
Tour of California był ósmym w sezonie wyścigiem cyklu UCI Women’s World Tour, będącym serią najbardziej prestiżowych zawodów kobiecego kolarstwa.
Równolegle, w dniach 15–22 maja 2016 roku odbywał się również wyścig mężczyzn.

## Etapy
| Etap | Data    | Start – Meta                        | km   | Typ         | Zwycięzca etapu    | Lider          |
| ---- | ------- | ----------------------------------- | ---- | ----------- | ------------------ | -------------- |
| 1.   | 19 maja | South Lake Tahoe – South Lake Tahoe | 117  | Pagórkowaty | Megan Guarnier     | Megan Guarnier |
| 2.   | 20 maja | Folsom                              | 20,3 | TTT         | TWENTY16-Ridebiker | Megan Guarnier |
| 3.   | 21 maja | Santa Rosa – Santa Rosa             | 111  | Pagórkowaty | Marianne Vos       | Megan Guarnier |
| 4.   | 22 maja | Sacramento – Sacramento             | 66   | Płaski      | Kirsten Wild       | Megan Guarnier |

### Etap 1 – 19.05: South Lake Tahoe – South Lake Tahoe – 117 km
| #  | Zawodnik          | Zespół             | Czas       |
| -- | ----------------- | ------------------ | ---------- |
| 1. | Megan Guarnier    | Boels-Dolmans      | 3h 05' 09" |
| 2. | Emma Johansson    | Wiggle High5       | + 4"       |
| 3. | Kristin Armstrong | TWENTY16-Ridebiker | + 10"      |

| #  | Zawodnik          | Zespół             | Czas       |
| -- | ----------------- | ------------------ | ---------- |
| 1. | Megan Guarnier    | Boels-Dolmans      | 3h 05' 09" |
| 2. | Emma Johansson    | Wiggle High5       | + 10"      |
| 3. | Kristin Armstrong | TWENTY16-Ridebiker | + 18"      |

### Etap 2 – 20.05: Folsom – 20,3 km
| #  | Zespół             | Czas    |
| -- | ------------------ | ------- |
| 1. | TWENTY16-Ridebiker | 27' 33" |
| 2. | Boels-Dolmans      | + 6"    |
| 3. | UnitedHealthcare   | + 25"   |

| #  | Zawodnik          | Zespół             | Czas       |
| -- | ----------------- | ------------------ | ---------- |
| 1. | Megan Guarnier    | Boels-Dolmans      | 3h 32' 36" |
| 2. | Kristin Armstrong | TWENTY16-Ridebiker | + 12"      |
| 3. | Evelyn Stevens    | Boels-Dolmans      | + 22"      |

### Etap 3 – 21.05: Santa Rosa – Santa Rosa – 111 km
| #  | Zawodnik       | Zespół           | Czas       |
| -- | -------------- | ---------------- | ---------- |
| 1. | Marianne Vos   | Rabo Liv         | 2h 51' 52" |
| 2. | Coryn Rivera   | UnitedHealthcare | + 0"       |
| 3. | Emma Johansson | Wiggle High5     | + 0"       |

| #  | Zawodnik          | Zespół             | Czas       |
| -- | ----------------- | ------------------ | ---------- |
| 1. | Megan Guarnier    | Boels-Dolmans      | 6h 25' 24" |
| 2. | Kristin Armstrong | TWENTY16-Ridebiker | + 15"      |
| 3. | Evelyn Stevens    | Boels-Dolmans      | + 25"      |

### Etap 4 – 22.05: Sacramento – Sacramento – 66 km
| #  | Zawodnik       | Zespół             | Czas       |
| -- | -------------- | ------------------ | ---------- |
| 1. | Kirsten Wild   | Hitec Products     | 1h 35' 10" |
| 2. | Lisa Brennauer | Canyon-SRAM Racing | + 0"       |
| 3. | Marianne Vos   | Rabo Liv           | + 0"       |

| #  | Zawodnik          | Zespół             | Czas       |
| -- | ----------------- | ------------------ | ---------- |
| 1. | Megan Guarnier    | Boels-Dolmans      | 8h 00' 31" |
| 2. | Kristin Armstrong | TWENTY16-Ridebiker | + 17"      |
| 3. | Evelyn Stevens    | Boels-Dolmans      | + 28"      |

## Liderzy klasyfikacji po etapach
| Etap                 | Zwycięzca            | Klasyfikacja generalna | Klasyfikacja młodzieżowa | Klasyfikacja górska | Klasyfikacja punktowa | Klasyfikacja drużynowa |
| -------------------- | -------------------- | ---------------------- | ------------------------ | ------------------- | --------------------- | ---------------------- |
| 1                    | Megan Guarnier       | Megan Guarnier         | Rosella Ratto            | Megan Guarnier      | Megan Guarnier        | Wiggle High5           |
| 2                    | TWENTY16–Ridebikerl  | Megan Guarnier         | Chloé Dygert             | Megan Guarnier      | Megan Guarnier        | TWENTY16-Ridebiker     |
| 3                    | Marianne Vos         | Megan Guarnier         | Chloé Dygert             | Mara Abbott         | Megan Guarnier        | TWENTY16-Ridebiker     |
| 4                    | Kirsten Wild         | Megan Guarnier         | Chloé Dygert             | Mara Abbott         | Megan Guarnier        | TWENTY16-Ridebiker     |
| Klasyfikacja końcowa | Klasyfikacja końcowa | Megan Guarnier         | Chloé Dygert             | Mara Abbott         | Megan Guarnier        | TWENTY16-Ridebiker     |